# Hajdúhadház
Hajdúhadház est une ville et une commune du comitat de Hajdú-Bihar en Hongrie.

## Jumelage
- Łęczna (Pologne) depuis 1996